# Over the Rainbow (Mai Kuraki)
Over the Rainbow è il decimo album in studio della cantante giapponese Mai Kuraki, pubblicato nel 2012.

## Tracce
1. Strong Heart – 4:20
2. Another Day*Another World – 3:56
3. Sayonara wa Madaiwanai de (Album Edition) – 4:35
4. Stay the Same – 5:12
5. Your Best Friend – 5:52
6. Mou Ichido – 4:00
7. Brave Your Heart (featuring Alex Ru) – 4:58
8. Sun Will Shine on U – 4:20
9. Love One Another (featuring Michael Africk) – 3:58
10. Step by Step – 4:58
11. 1000 Mankai no Kiss – 5:03
12. La La La * La – 4:29